# Kloster Gudhem

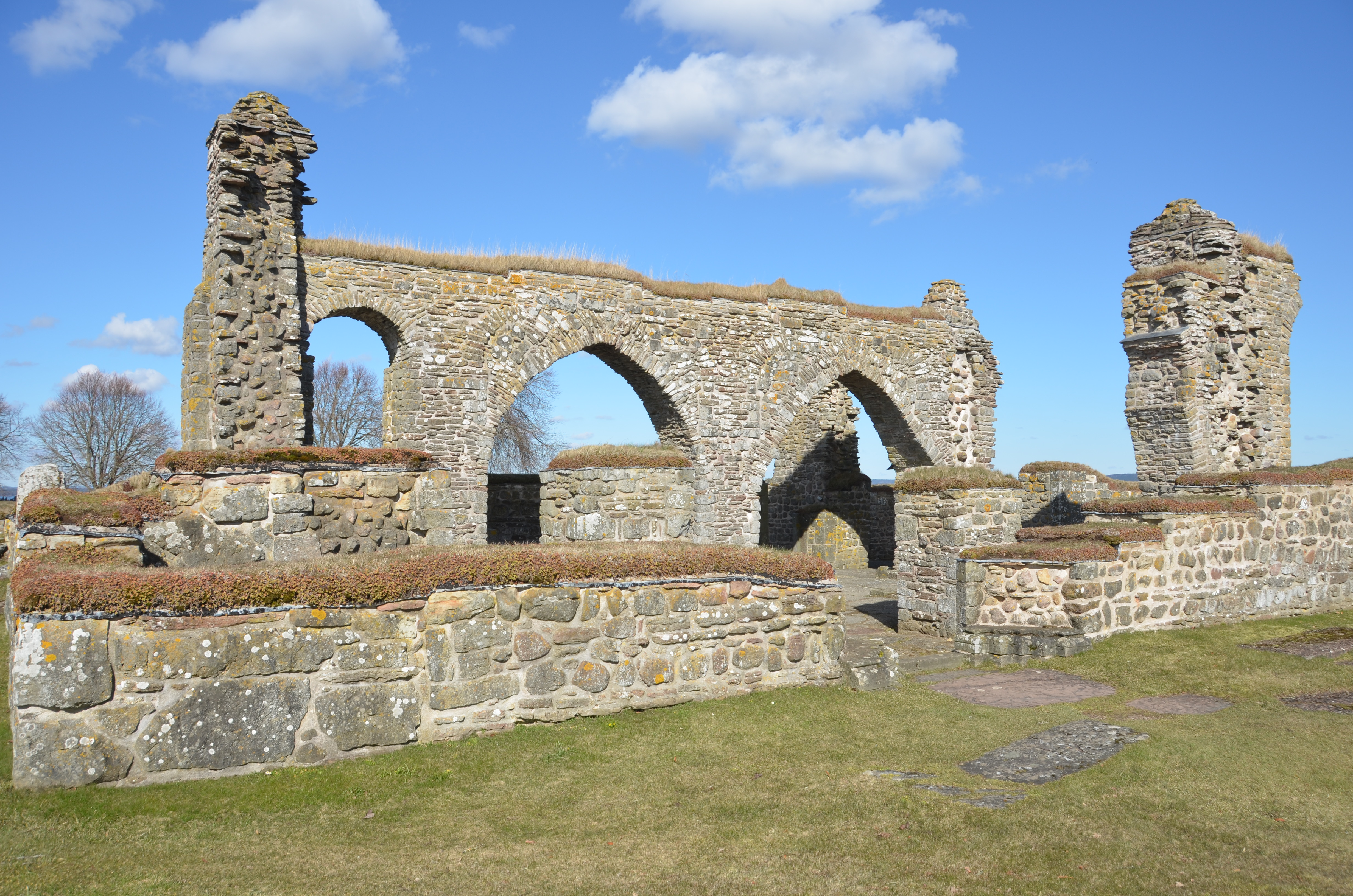
Klosterruine Gudhem (Teilansicht)

Das Kloster Gudhem war ein Nonnenkloster, etwa sieben Kilometer nördlich der schwedischen Stadt Falköping am Ortsrand von Gudhem.
Mitte des 12. Jahrhunderts wurde in Gudhem ein Nonnenkloster gegründet, das zum Zisterzienserorden gehörte und unter der Aufsicht des nahe gelegenen Klosters Varnhem stand. Mit dem Eintritt der Königinnenwitwe Katarina nach dem Tode des Königs Erik der Lispelnde und Lahme begann der Aufschwung des Klosters. Die Klosteranlage wurde ausgebaut, die Klosterkirche umgebaut, vergrößert und mit ausgesuchten Steinmetzarbeiten versehen.
Im Rahmen der Reformation wurde das Kloster aufgegeben. 1529 fiel das Klostergebäude einem Brand zum Opfer. Einige Jahre danach wurde es mit seinen dazugehörigen Gütern als Lehen vergeben. Die Klosterruine wurde in weiterer Folge als Steinbruch verwendet, u. a. um den nahegelegenen Königshof auszubauen.
Zwischen 1928 und 1969 wurden die Ruinen der Klosteranlage ausgegraben und konserviert.
Unmittelbar neben dem ehemaligen Kloster liegt die Kirche von Gudhem.
Nachdem der schwedische Autor Jan Guillou das Kloster zu einem wichtigen Schauplatz in den historischen Romanen seiner Götaland-Trilogie (1998–2000) gemacht hatte, nahm der Tourismus stark zu. Ein Café und ein Museum wurden errichtet, ein Pilgerweg führt zum Kloster und zu anderen benachbarten Schauplätzen der Trilogie.